# Suntory Hall

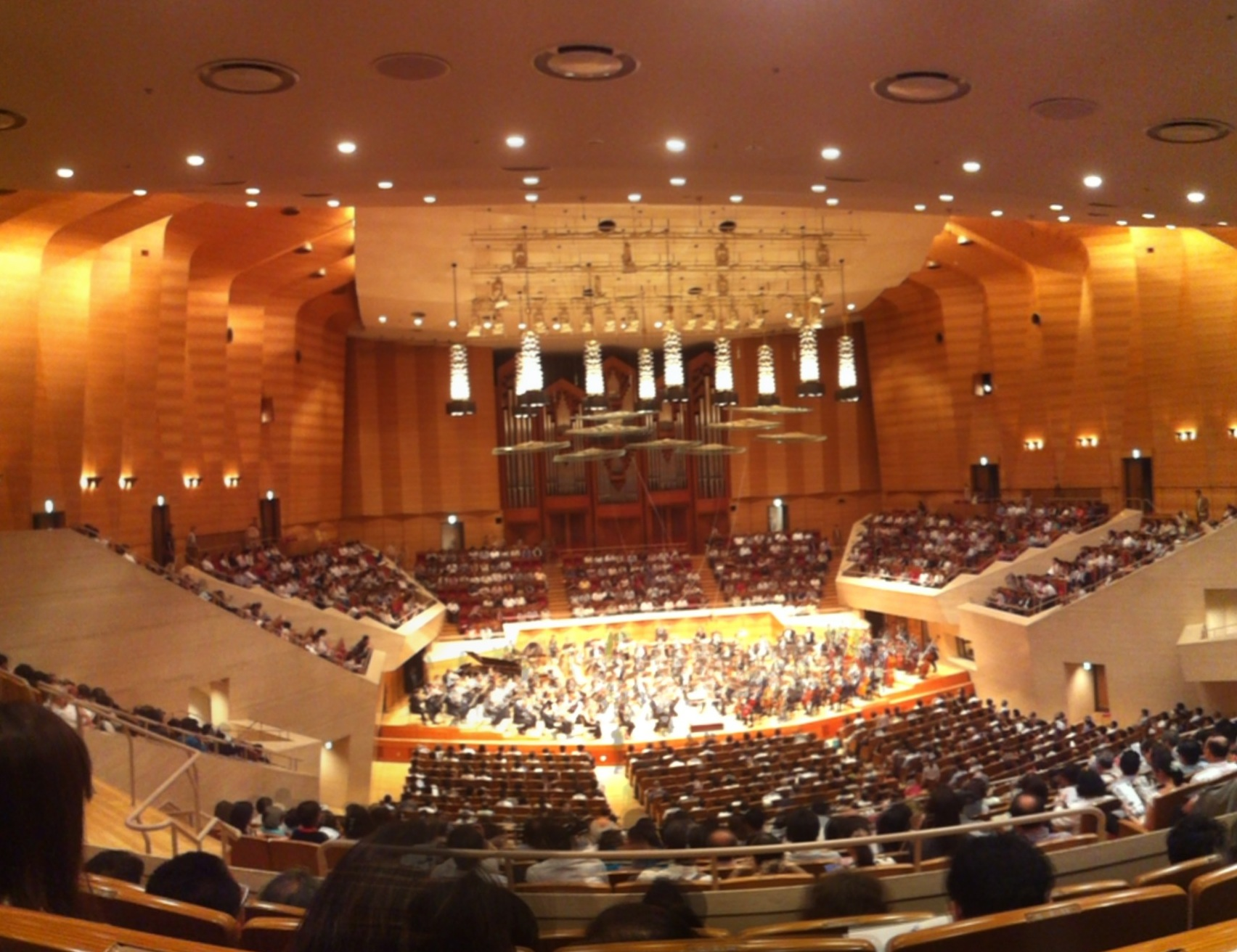
Suntory Hall

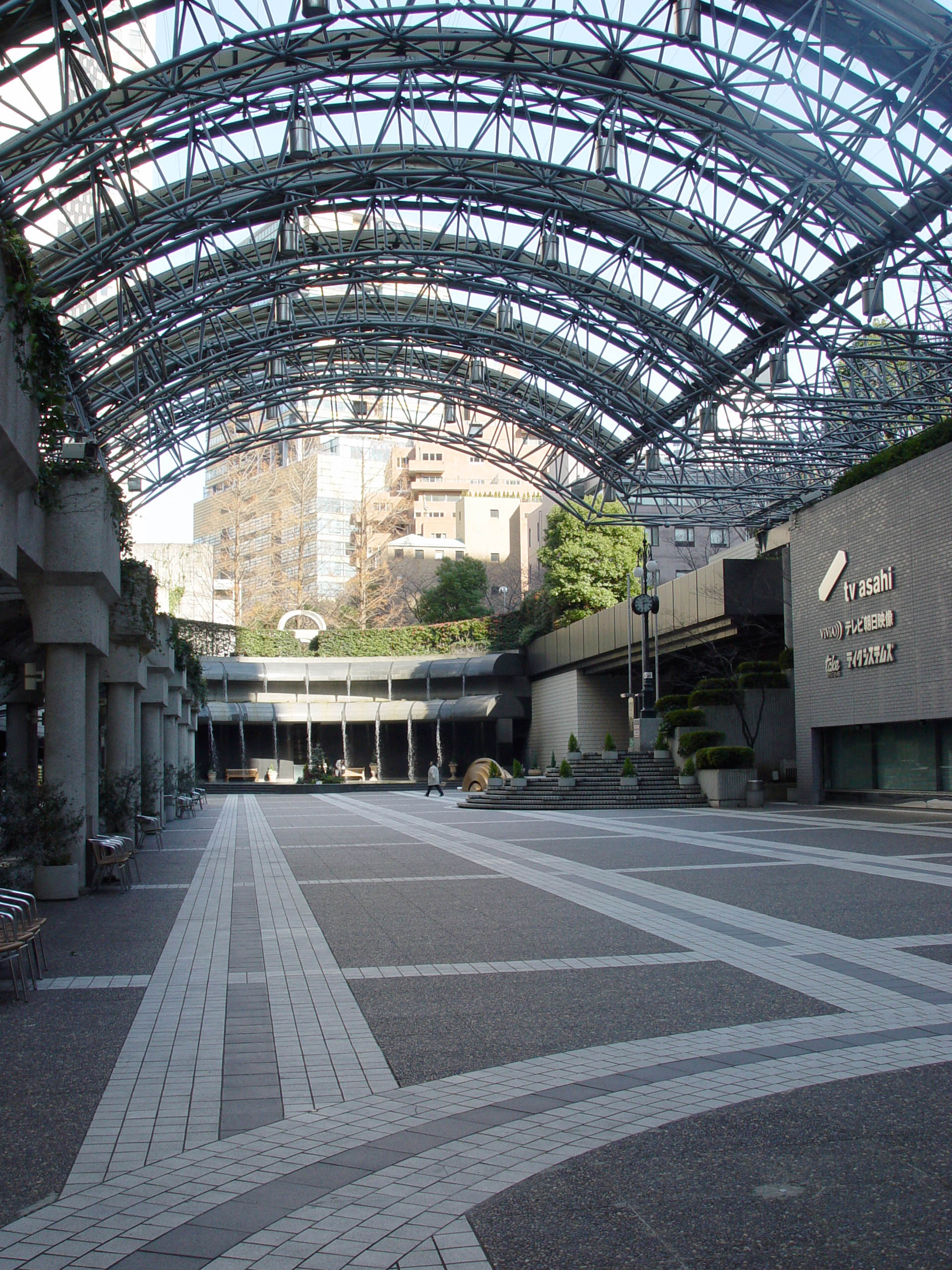
Herbert-von-Karajan-Platz

Die Suntory Hall (jap. サントリーホール, Santorī Hōru) ist ein Konzerthaus im Stadtteil Akasaka von Minato in Tokio. Sie zählt zu den weltweit renommiertesten Konzerthäusern und wird vom japanischen Getränkehersteller Suntory finanziert.
Der in den späten 1970er Jahren begonnene Bau öffnete für den Konzertbetrieb im Oktober 1986. Sie war damit die erste Konzerthalle Tokios, die exklusiv für diesen Zweck verwendet wurde. Architekt war Shōichi Sano, für die Akustik war Minoru Nagata zuständig. Das Gebäude hat eine Grundfläche von 2909 m². In Anlehnung an die Berliner Philharmonie gibt es auch Sitzreihen hinter der Bühne, aber viel weniger Sitzplätze als in der Berliner Philharmonie sind als akustisch ungünstige Plätze seitlich und hinter der Bühne angeordnet. Das Layout ist ein Kompromiss zwischen der Arena (Berliner Philharmonie) und der klassischen Shoebox (Musikverein Wien, Boston Symphony Hall, Concertgebouw Amsterdam).
Die Haupthalle weist 2006 Sitze auf. In dieser Halle befindet sich eine 250 m² große Bühne und eine Orgel der österreichischen Firma Rieger Orgelbau mit 75 Registern und 5.898 Pfeifen. Die zweite Halle mit dem Namen Blue Rose (ブルーローズ, Burū Rōzu) weist eine Bestuhlung von 384 bis 432 Sitzplätzen auf.